# The Faith Healer (film 1912)
The Faith Healer è un cortometraggio muto del 1912. Il nome del regista non viene riportato nei credit del film.
Henry C. Carey, che firma la sceneggiatura, lavorò solo per questo film.
È l'esordio sullo schermo per Ralph Lewis, attore caratterista che chiuderà la sua carriera nel 1937.

## Produzione
Il film venne prodotto dalla Reliance Film Company.

## Distribuzione
Distribuito dalla Film Supply Company, il film - un cortometraggio in una bobina - uscì nelle sale cinematografiche statunitensi il 13 novembre 1912.